# Adlullia pelopicta
Adlullia pelopicta är en fjärilsart som beskrevs av Collenette 1932. Adlullia pelopicta ingår i släktet Adlullia och familjen tofsspinnare. Inga underarter finns listade i Catalogue of Life.